# Aldebrő
Aldebrő è un comune dell'Ungheria di 805 abitanti (dati 2001). È situato nella contea di Heves.